# Dinematocricus connexus
Dinematocricus connexus är en mångfotingart som beskrevs av Carl Graf Attems 1914. Dinematocricus connexus ingår i släktet Dinematocricus och familjen Rhinocricidae. Inga underarter finns listade i Catalogue of Life.